# Ma Yongfeng
Ma Yongfeng (né le 28 novembre 1962) est un athlète chinois, spécialiste du lancer du poids.

## Biographie
Il remporte la médaille d'or du lancer du poids lors des championnats d'Asie 1993, à Singapour, avec la marque de 18,32 m. Il s'impose par ailleurs les Jeux asiatiques 1986.

### Palmarès
| Date | Compétition             | Lieu      | Résultat | Épreuve         | Performance |
| ---- | ----------------------- | --------- | -------- | --------------- | ----------- |
| 1986 | Jeux asiatiques         | Séoul     | 1er      | Lancer du poids | 18,30 m     |
| 1987 | Championnats d'Asie     | Singapour | 1er      | Lancer du poids | 18,32 m     |
| 1990 | Jeux asiatiques         | Pékin     | 2e       | Lancer du poids | 18,81 m     |
| 1993 | Jeux de l'Asie de l'Est | Shanghai  | 1er      | Lancer du poids | 19,50 m     |

### Records
| Épreuve         | Performance | Lieu  | Date        |
| --------------- | ----------- | ----- | ----------- |
| Lancer du poids | 19,78 m     | Pékin | 9 juin 1990 |